# Mîkolaivka, Skadovsk
Mîkolaivka (în ucraineană Миколаівка) este un sat în comuna Ptahivka din raionul Skadovsk, regiunea Herson, Ucraina.

## Demografie
Componența lingvistică a localității Mîkolaivka
     Ucraineană (91,79%)
     Rusă (8,21%)
Conform recensământului din 2001, majoritatea populației localității Mîkolaivka era vorbitoare de ucraineană (91,79%), existând în minoritate și vorbitori de rusă (8,21%).